# Lorette, Loire
Lorette este o comună în departamentul Loire din sud-estul Franței. În 2009 avea o populație de 4.403 de locuitori.

## Evoluția populației
| An        | 1975  | 1982  | 1990  | 1999  | 2006  | 2009  |
| --------- | ----- | ----- | ----- | ----- | ----- | ----- |
| Populație | 4.589 | 5.094 | 5.082 | 4.843 | 4.536 | 4.403 |